# Pandava andhraca
Espèce
Synonymes
- Amaurobius andhracus Patel & Reddy, 1990

Pandava andhraca est une espèce d'araignées aranéomorphes de la famille des Titanoecidae.

## Distribution
Cette espèce est endémique d'Andhra Pradesh en Inde,.

## Étymologie
Son nom d'espèce lui a été donné en référence au lieu de sa découverte, l'Andhra Pradesh.

## Publication originale
- Patel & Reddy, 1990 : « A new species of Amaurobius Koch (Araneae: Amaurobiidae) from coastal Andhra Pradesh, India ». Entomon, vol. 15, p. 41-43.